# Thierry Rijkhart de Voogd
Thierry Marc Rijkhart de Voogd (ook Rykhart de Voogd, Grand-Couronne bij Rouen, Frankrijk, 15 augustus 1944 – Zutphen, 28 mei 1999) was een Frans-Nederlandse realistische kunstschilder van stillevens, landschappen, figuren, portretten en dieren.

## Leven en werk
Thierry Rijkhart de Voogd werd geboren op 15 augustus 1944 in Grand-Couronne, een voorstad van Rouen. Hij was de zoon van een Nederlands echtpaar dat geëmigreerd was naar Frankrijk: Jans Rijkhart en Abraham de Voogd. Alle elf kinderen uit het huwelijk kregen een tweetalige opvoeding. Thierry was het tiende kind. Al jong maakte hij – via zijn vader – kennis met de beeldende kunst. Hij bezocht een kinderkunstklas van de kunstacademie in Rouen. Van 1959 tot 1962 studeerde hij aan de École Régionale des Beaux-Arts de Rouen. Hij brak die studie voortijdig af en ging als kunstschilder aan het werk in Rouen. Zijn werk werd positief ontvangen. In 1966 ontmoette hij Maïté Duval. Ze gingen samenwonen in La Bouille, trouwden in 1967 en een jaar later werd hun eerste kind geboren. Kort nadat Thierry Maïté had leren kennen was hij zo verliefd, dat hij niet aan schilderen toekwam. Maar na enkele maanden kreeg hij weer inspiratie; vanaf dat moment schilderde hij in een andere stijl dan daarvoor. Toen hij net van de academie kwam, droeg zijn werk sterk het karakter van een (negatieve) reactie tegen de door hem verfoeide opleiding, maar nadat hij Maïté had leren kennen werd zijn werk in zijn eigen woorden "veel rustiger". Hij maakte onder andere een muurschildering voor het gemeentehuis van La Bouille.

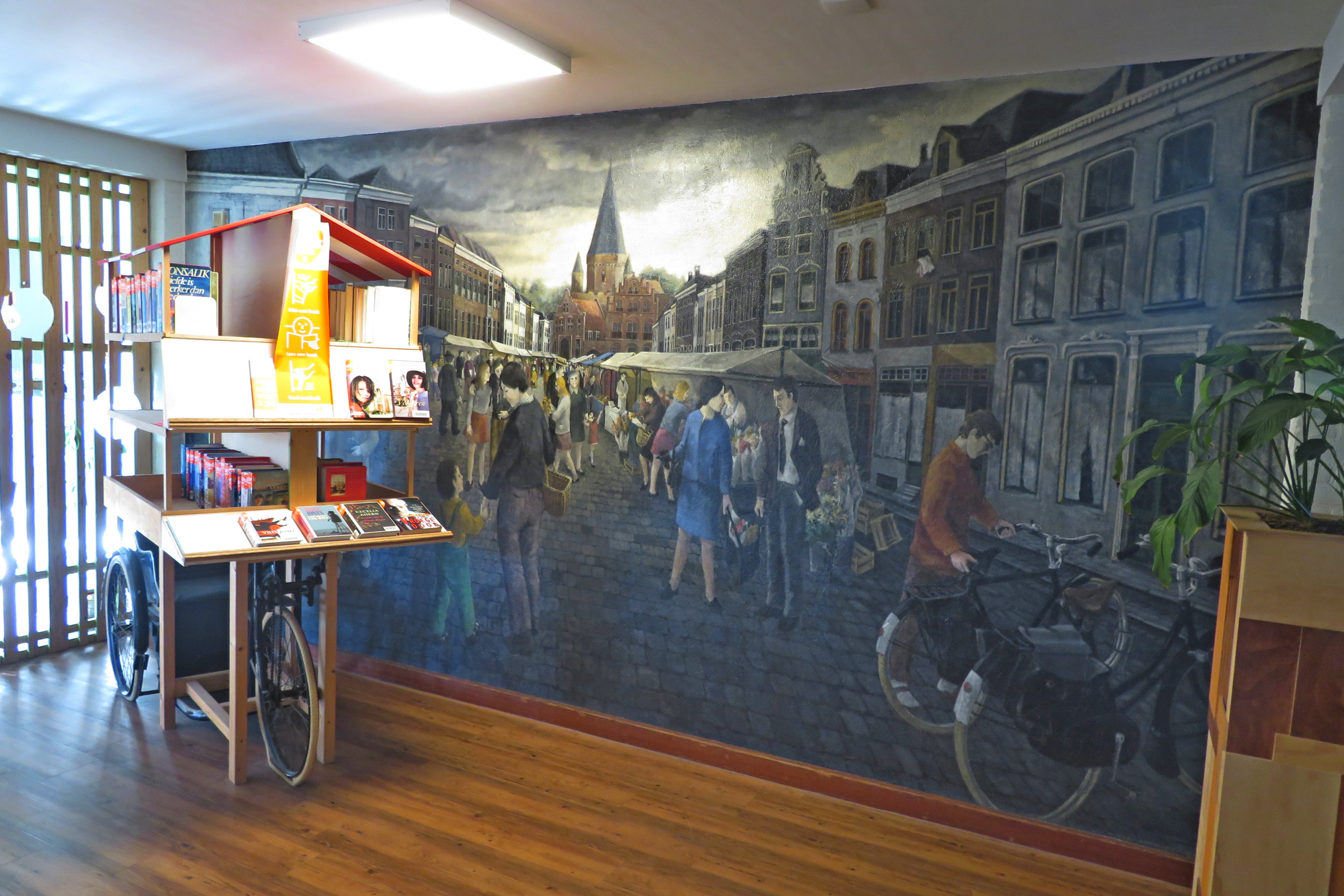
Muurschildering "Zaadmarkt in Zutphen" van Rijkhart de Voogd in de hal van verzorgingshuis 'De Benring' in Voorst

In 1968, toen Maïté in verwachting was van hun tweede kind, reisden ze naar Nederland. Ze logeerden bij familie in Voorst, en dat beviel zo goed, dat ze besloten een jaar te blijven. En na dat jaar bleven ze voorgoed. Al in 1968 exposeerde Thierry in de Openbare Leeszaal van Deventer en in 1969 volgde een tentoonstelling in het Stedelijk Museum Zutphen. Het meeste werk op de tentoonstellingen dateerde nog uit zijn Franse periode, maar al spoedig maakte hij ook Gelderse landschappen. Zijn werk veranderde – onder de invloed van de Nederlandse luchten – alweer heel sterk.
In 1974 exposeerde Rijkhart de Voogd bij Galerie Magdalene Sothmann in Amsterdam. In 1975 verhuisde het gezin naar een nieuwgebouwd huis met atelier, in Voorst.
In 1978 vond in Museum Henriette Polak in Zutphen een overzichtstentoonstelling plaats van tien jaar wonen en werken in Nederland, met ruim vijftig werken.
Vanaf 1980 zette zich "een periode van langzaam maar gestadig voortschrijdende persoonlijke malaise, als mens en als kunstenaar" in.
In 1983 werd in het Singermuseum in Laren een overzichtstentoonstelling van het werk van Rijkhart de Voogd plaats; daarin werden ook beelden van Maïté Duval getoond. Ter gelegenheid van deze tentoonstelling verscheen een publicatie van de hand van Anna Wagner.
In 1987 verhuisde het gezin naar Zutphen. Daar was niet alleen een atelier voor Thierry beschikbaar, maar ook een eigen atelier voor Maïté.
In 1999 overleed Thierry Rijkhart de Voogd.
In 2009 werd postuum een overzichtstentoonstelling van zijn werk gehouden in het Museum Henriette Polak te Zutphen. Bij die gelegenheid verscheen van de hand van Lian Jeurissen, de conservator van het museum, de publicatie Het grootste in de kleinste dingen. Thierry Rijkhart de Voogd, 1944-1999. Ze werkte nauw samen met Maïté Duval. "De titel van die tentoonstelling (en de publicatie) verwijst naar Thierry's vermogen om grote thema's als vergankelijkheid op te roepen in de wijze waarop hij herfstbladeren, een vrucht, de volle maan met een halo portretteerde."
De archieven van zowel Duval als Rijkhart de Voogd werden geschonken aan het Regionaal Archief Zutphen.
Werk van Rijkhart de Voogd bevindt zich in openbare gebouwen in Nederland en Frankrijk en in musea en privé collecties.

## Schilderijen
Rijkhart de Voogd maakte veel schilderijen, meestal met acrylverf op doek, bijvoorbeeld:
- Maïté, gouache, 56x46 cm, Collectie Maïté Duval, 1966.
- Muurschildering La retraite aux parapluies (Terugtocht met paraplu's), stadhuis van La Bouille, Frankrijk, 1968.
- Tombé du ciel (Uit de lucht gevallen), 55x33 cm, rivé collectie, 1973.
- Lenteschaduw, 40x40 cm, rivé collectie, 1976.
- IJssellucht, 100x100 cm, Stedelijk Museum Zutphen, 1976.
- Knotwilg, 120x90 cm, rivé collectie, 1976.
- Achter de duinen, 90x120 cm, privé collectie, 1977.
- De laatste geranium, 60x80 cm, Stedelijk Museum Zutphen, 1976.
- Petit nuage, 100x110 cm, private collection, 1981.
- La lune, 110x140 cm, Collectie Maïté Duval, 1981.
- Lentemorgen, 40x50 cm, privé collectie, 1982.

## Tentoonstellingen
Onder meer:
- Galérie Lemonnier, Rouen, 1962.
- Maison Descartes, Amsterdam, 1974.
- Institut Néerlandais, Paris, 1976.
- Groepstentoonstelling Lucht, Stedelijk Museum Schiedam, 1978.
- Stadsmuseum Doetinchem, 1982.
- Singermuseum Laren, 1983.[3]
- Groepstentoonstelling Vier vormen een kwartet, Museum Henriette Polak Zutphen, 1987.
- Het grootste in de kleinste dingen. Thierry Rijkhart de Voogd, 1944-1999, Stedelijk Museum Zutphen, 2009.
- Maïté en Thierry, Museum Henriette Polak Zutphen, 2021.

- Biografisch Portaal: 24930372
- Gemeinsame Normdatei: 140595732
- International Standard Name Identifier: 0000 0000 7709 9505
- RKD-Nederlands Instituut voor Kunstgeschiedenis: 66966
- Système universitaire de documentation: 248502409
- Virtual International Authority File: 107274234